# Depotfund

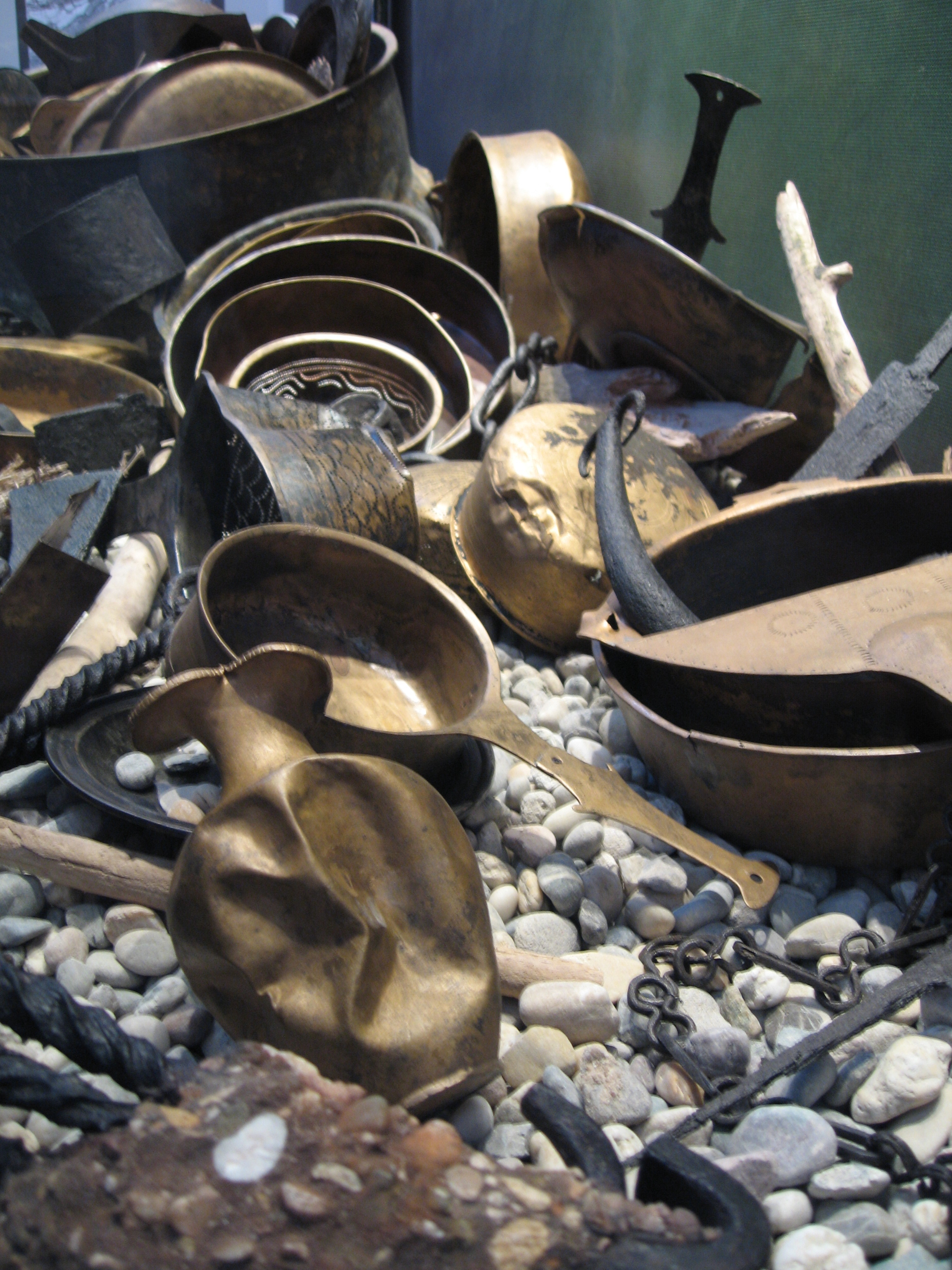
Der Hortfund von Neupotz (Nachstellung der Fundsituation)

Depotfund (auch Hort-, Opfer-, Versteck- oder Verwahrfund) (englisch hoard) ist die Bezeichnung einer archäologischen Befundgattung.

## Definition
Depots sind einzelne oder mehrere, stets gleichzeitig niedergelegte, vergrabene oder versenkte Objekte, die weder als Grabbeigaben (siehe auch Grabdepot) noch als Siedlungsreste zu werten sind. Inzwischen hat sich durchgesetzt, dass auch ein einzelner Gegenstand niedergelegt beziehungsweise vergraben oder versenkt, als Depot anzusprechen ist. Es gibt Ein- und Mehrstückdepots.
In der Mittelalter- und Neuzeitarchäologie werden in Häusern verborgene Gegenstände als Depotfunde bezeichnet, weil ihre Einlagerung überwiegend intentionell und zu einem klar definierten Zeitpunkt erfolgte.
Verlorene Objekte sind hingegen keine Depots, da sie nicht absichtlich „niedergelegt“ bzw. vergraben oder versenkt worden sind.

## Depotgut
Deponiert wurden von der Jungsteinzeit bis in die frühgeschichtliche Phase:
- In der Erde: Gefäße (Keramiken), Steingeräte (Beile, z. B. Opferfund der Einzelgrabkultur von Holsteenshus auf Fünen, Meißel), vereinzelt Kupferteile.
- Im Moor: Bernstein (roh und bearbeitet), Gefäße (Keramik und Holz), Holzgegenstände (darunter Axtschäfte, Einbäume oder Tröge, Pfähle, Pflüge, Pfeile, Stangen und Scheibenräder), wenige Knochen- und Geweihgegenstände (meist Meißel), Steingeräte (Beile, Meißel und Kleingerät), Tier- und Menschenskelette bzw. Teilskelette, vereinzelt Kupfer.

Aufgrund der unterschiedlichen Konservierungseigenschaften von Erde und Moor ist davon auszugehen, dass auch das Materialspektrum in Erddepots wesentlich breiter war.
- In Gewässern (Brunnen, Fluss, Quelle, Teich) sind die Funde recht spärlich, hier mag allerdings die nachträgliche Verlandung oder Vermoorung von Altgewässern verfälschend wirken: Viele Moorfunde waren ursprünglich Gewässerfunde. So sind von den Britischen Inseln zahlreiche Belege, besonders von Beildeponierungen, in Flüssen belegt.[5]

In den Metallzeiten
- Depotfunde mit Gold, Silber und Bronzeteilen, darunter auch Schmuckgegenstände und Münzen haben sich gut erhalten. Dagegen sind Depots mit Eisenmaterial deutlich seltener.

Im Spätmittelalter und in der Neuzeit
- In Gebäuden treten Depotfunde seit dem 13. Jahrhundert vermehrt in den Fehlböden zwischen Decke und Fußboden des nächsten Stockwerks, aber auch in vermauerten Wandnischen und in Gewölbeüberschüttungen auf. Hier finden sich zahlreiche Alltagsgegenstände, sehr häufig auch sonst selten bewahrte organische Materialien wie Textil, Leder, Pelz, Holz oder Papier, die durch die konstante Temperierung und den Ausschluss von Feuchtigkeit Jahrhunderte in exzellentem Zustand überdauern konnten.[6]

## Ursachen der Niederlegung

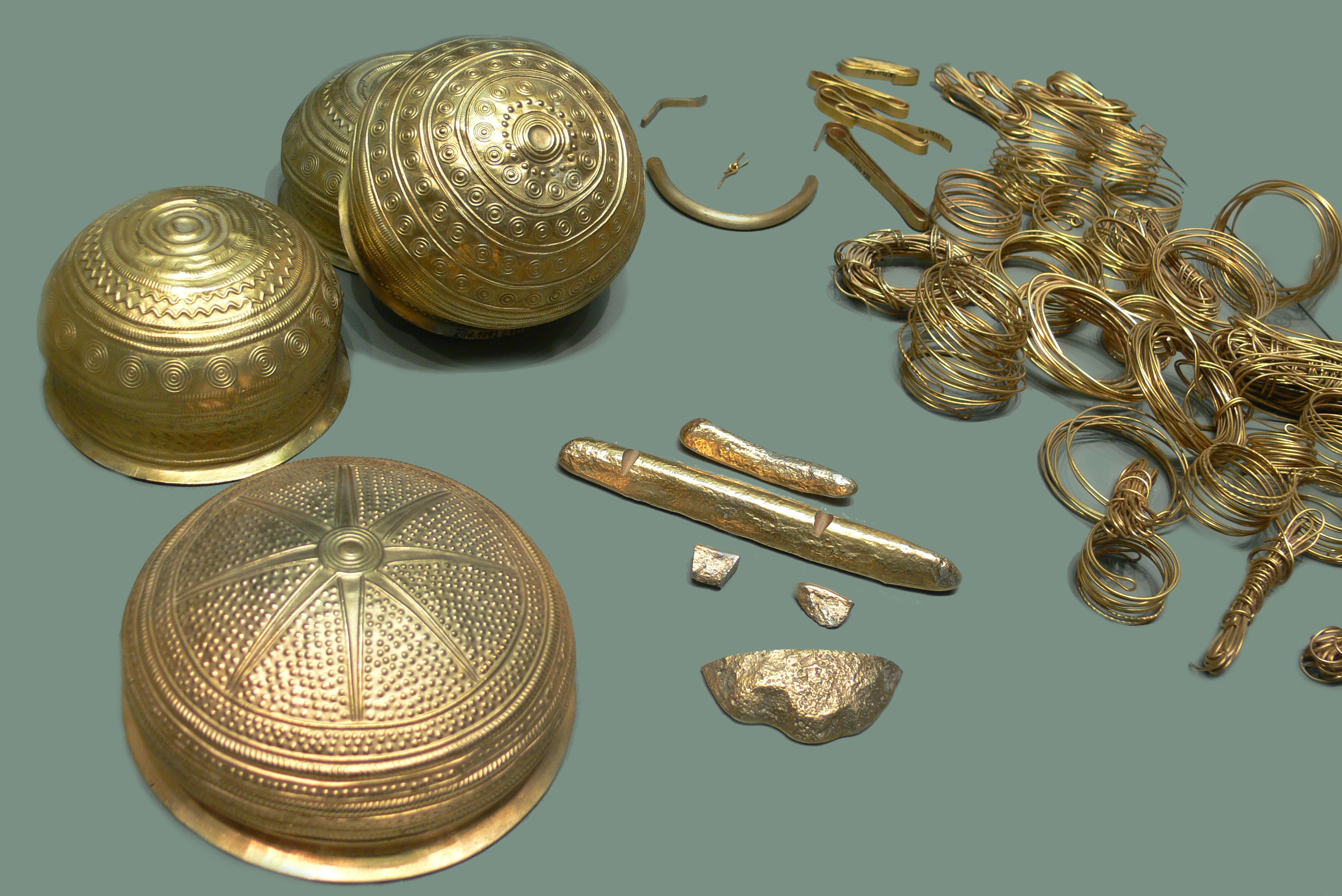
Teile des Goldfunds von Eberswalde (Nachbildung)

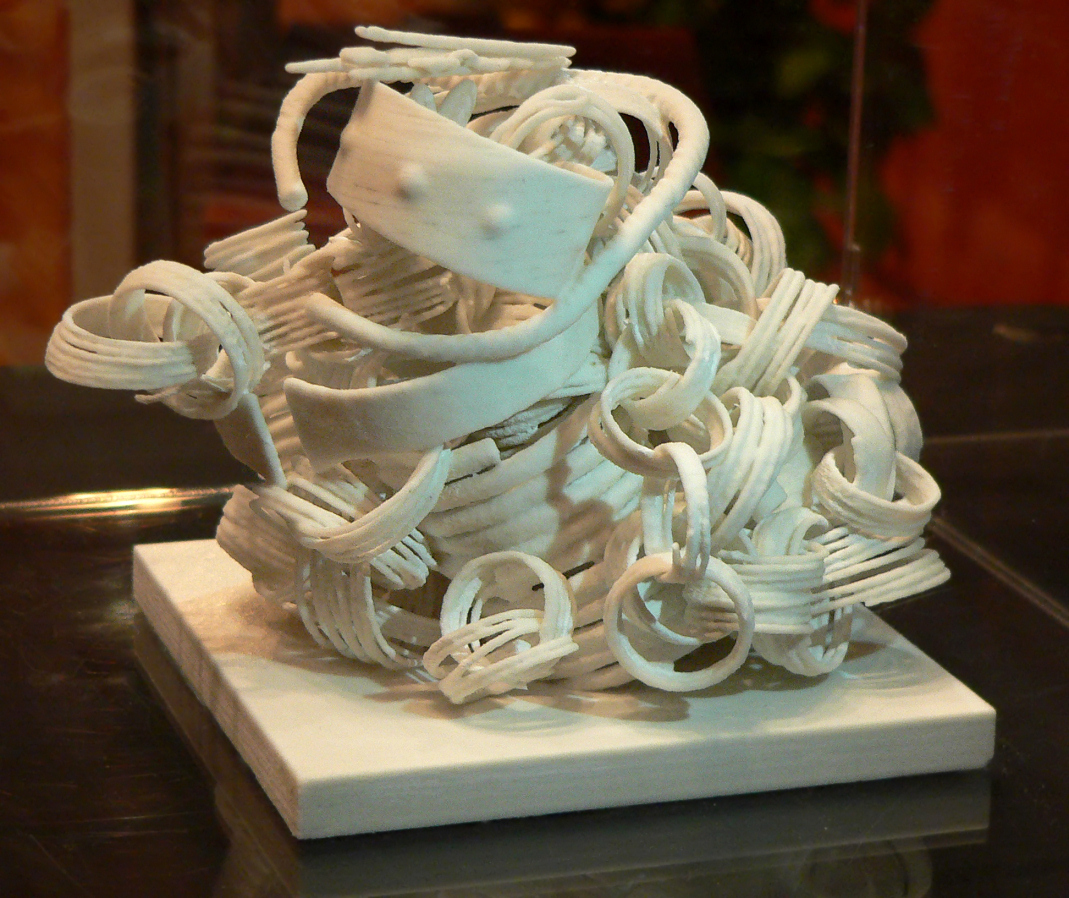
Fundsituation des Goldhortes von Gessel als Kunststoffmodell

Wahrscheinlich wurden die meisten bronzezeitlichen Depots als Schutz vor fremdem Zugriff angelegt. Sakrale Deponierungsgründe, insbesondere Opfer, waren allerdings häufig. In jedem Einzelfall eines Depotfundes ist abzuwägen, ob sakrale oder profane Gründe wahrscheinlicher sind. Die Interpretation der Fundgattung ist relativ schwierig, kann jedoch eingeengt werden, wenn die Zusammensetzung des Depots bekannt ist, das heißt, wenn die Vollständigkeit garantiert ist und die unmittelbare Umgebung ebenfalls ergraben wurde. Der Vergleich mit Depots und Grabbeigaben aus derselben Epoche ist wichtig. Diese Indizien ermöglichen die von Fall zu Fall verschieden sichere Einordnung auf einem Bogen, der sich vom rituellen Opfer bis zum „Verwahrfund“ spannt. Dass es sich bei vorzeitlichen Depots um Votive handelt, kann weder ausgeschlossen noch bestätigt werden.

### Verwahrfunde
Eigentlich stellt jedes größere Metalldepot einen Schatz im Sinne des Materialwertes dar. Gemeint sind hier aber insbesondere jene Dinge, die vergraben wurden, um sie vor fremdem Zugriff zu schützen. Diese „Tresore“ in der Erde sollten eigentlich nur vorübergehend sein, späteres Ausgraben sollte den „Schatz“ wieder in Umlauf bringen. Durch Zufall, etwa den Tod des Versteckenden, gerieten einige Depots in Vergessenheit und verblieben in der Erde (siehe etwa Depotfund von Harrogate). Am ehesten lassen sich die eisenzeitlichen (Hortfund von Grouville), mittelalterlichen und neuzeitlichen Münzhorte als „Schätze“ ansprechen. Für vorgeschichtliche Depots wird diese Interpretation seltener angeführt.

### Rohstoffdepots
Funde innerhalb von Siedlungen, die hauptsächlich aus sog. Brucherz, das heißt zerbrochenem Altmetall (meist Bronze, im Mittelalter Silber), bestehen, werden als eine Art „Recycling“-Lager von Handwerkern oder ähnlich interpretiert. Die Gegenstände wurden wegen ihres Materialwertes und der Wiederverwertbarkeit aufgehoben, um bei Bedarf eingeschmolzen zu werden. Zur besseren Handhabung, das heißt zur Gewichtskontrolle und Anpassung an den Schmelztiegel, wurden größere Gegenstände zerkleinert. Die unterirdische Lagerung wurde möglicherweise aus Gründen des Korrosionsschutzes gewählt.
Problematisch ist, dass Gegenstände auch aus rituellen Gründen unbrauchbar gemacht, das heißt zerbrochen wurden. Solche Opfer wurden allerdings kaum einmal in Siedlungen vergraben.

### Rituelle oder kultische Niederlegung

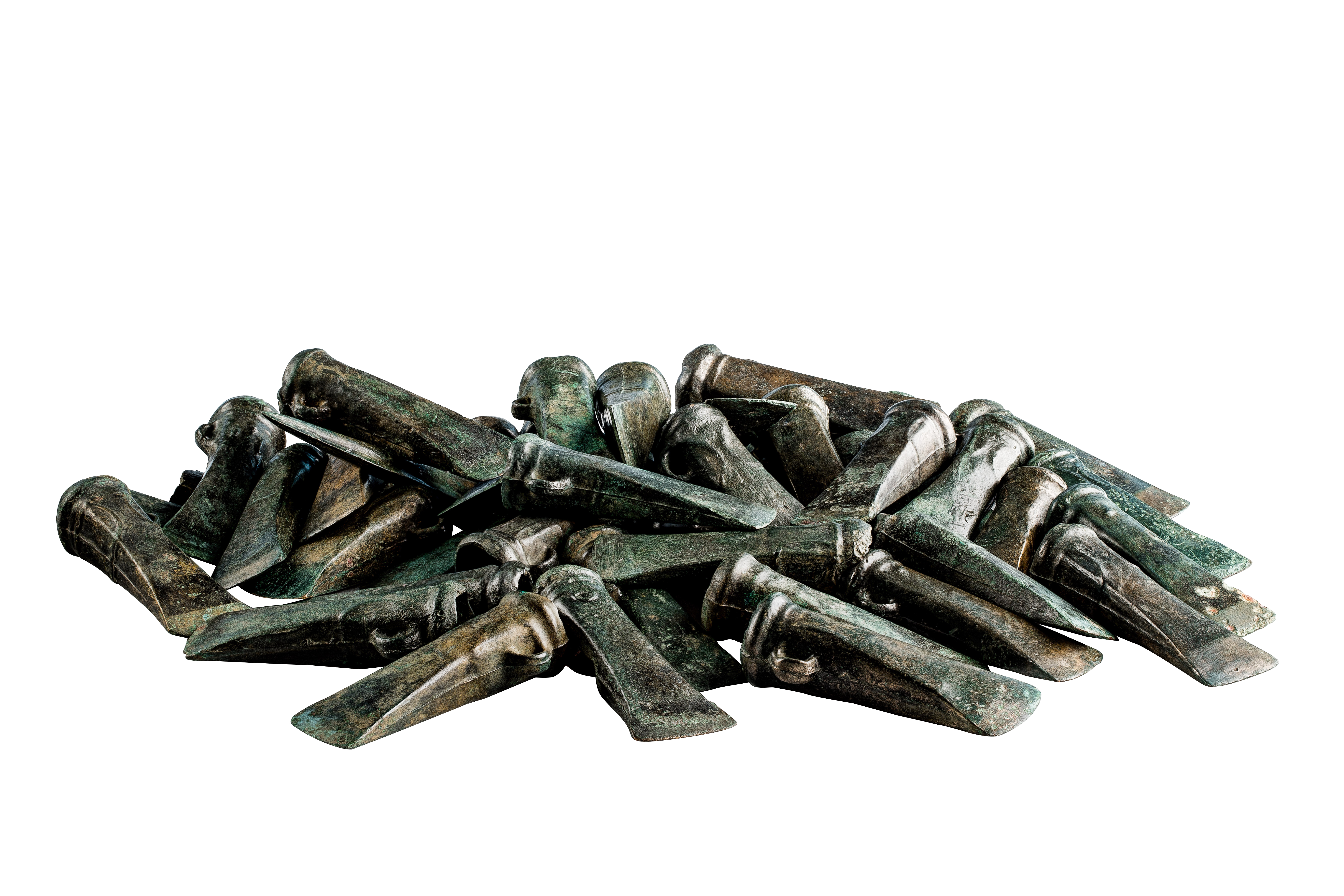
Depotfund von Heppeneert (Belgien), 47 Tüllenbeile und eine Lanzenspitze, um 800 v. Chr., Sammlung König-Baudouin-Stiftung, Gallo-Römisches Museum Tongeren

Religiös intendierte Niederlegungen sind wahrscheinlich, wenn der Fundort einem neuen Zugriff unzugänglich ist, zum Beispiel Bernstein auf der Oberfläche eines Moores. Auch eine sorgfältige Vergrabung musterartig geordneter Beile in der Erde durch die Träger der Trichterbecherkultur wird rituelle Hintergründe haben. Kann durch den Vergleich mehrerer gleichzeitiger Depots eine Regelhaftigkeit nachgewiesen werden, ist ein ritueller Hintergrund wahrscheinlich. Depots der Trichterbecherkultur enthalten Rohmaterial, Halbfertig- oder Fertigprodukte aus Bernstein und Keramik sowie Steingeräte, die teils durch Über- oder Unterdimensionierung zu erkennen geben, dass sie nicht zum profanen Gebrauch hergestellt wurden.
Typische Beispiele sind auch die „Garnitur“-Depots der Lausitzer Kultur, die regelmäßig aus einem Satz Frauenschmuck bestehen und sich durch ihre strenge Kanonisierung regional, das heißt in Trachtgruppen, untergliedern lassen. Ursache solcher Niederlegungen könnten Übergangsriten gewesen sein – beispielsweise ein im Zuge der Heirat festgelegter Trachtwechsel. Andererseits können auch gerade die Besonderheiten, zum Beispiel der Materialwert oder die symbolbehaftete Anordnung der Gegenstände, auf eine kultische Niederlegung deuten (bekanntestes Beispiel: Himmelsscheibe von Nebra). Weiterhin liegt die kultische Interpretation bei Depots an markanten Geländepunkten nahe, allerdings besteht hier die Gefahr des Zirkelschlusses.
Die Gründe kultischer Deponierungen können vielfältig gewesen sein, „ohne weitere Hinweise bleiben derartige Interpretationen allerdings spekulativ!“ Meistens werden sie als Opfer oder Weihegabe an eine höhere Macht erklärt. Je nach Fundort und Landschaft sind sehr allgemeine Eingrenzungen dieser „höheren Mächte“ möglich: Bei Gewässer- oder Moorfunden könnte es sich um Gaben an Wasserwesen gehandelt haben, bei vergrabenen Gegenständen könnten unterirdische (chthonische) Mächte die Adressaten gewesen sein.
Ursachen für die Opferung müssen nicht ausschließlich der religiösen Sphäre zugeordnet werden, sondern können beispielsweise auch sozialer, genauer: prestigeträchtiger Natur gewesen sein. Ähnlich wie beim Potlatch könnten Deponierungen ebenfalls dem Ansehen des „Opfernden“ gedient haben, das heißt, je höher die Werte, derer er sich entledigt, umso mehr Anerkennung gewinnt er in seiner Gruppe. Auch eine Selbstausstattung für das Jenseits wird diskutiert.
Ein weiterer Grund für die kultische „Entsorgung“ kann die (religiöse) Tabuisierung der niedergelegten Gegenstände gewesen sein, die das Entfernen dieser Dinge aus dem alltäglichen Kreislauf nötig machte. Dabei handelte es sich aus der Sicht des Ausführenden nicht um die Preisgabe von materiellen oder ähnlichen Werten (wie es bei oben genannten Vorgängen der Fall wäre), sondern um einen Reinigungsvorgang. Ein mögliches Beispiel für letzteres wäre etwa Kultgerät, das nur einmal verwendet werden durfte, oder möglicherweise auch die oben genannten Garnitur-Depots.
Im angelsächsischen Kulturbereich sind in der frühen Neuzeit magische Deponierungen von Schuhen in Gebäuden bekannt, die der Unheilabwehr dienen sollten.

## Vorkommen
Depots sind uns hauptsächlich aus Bodenfunden bekannt, weiterhin aus Flüssen, Mooren, Quellen und Höhlen. Deponierungen können sich (z. B. in der Jungbronzezeit Mitteleuropas) auch innerhalb von Siedlungen finden. Steinzeitlich liegen sie jedoch immer abseits, was meistens auch später noch zutrifft. Manchmal lassen sich auffällige Geländemarkierungen wie Felsen oder Quellen, Seen oder Teiche in der Nachbarschaft finden; Bevorzugung von exponierten Höhenlagen (z. B. Bullenheimer Berg) wurden ebenfalls beobachtet. Aufgrund dieser oft vereinzelten Lage werden Depotfunde nur selten bei geplanten archäologischen Grabungen geborgen; häufiger ergeben sie sich aus land- und forstwirtschaftlichen oder baulichen Maßnahmen, die dann bestenfalls zu Grabungen führen.
Depotfunde sind für verschiedene Kulturen bzw. Zeiten unterschiedlich häufig belegt. Die Sitte, Depots anzulegen erreichte in Mitteleuropa ihren ersten Höhepunkt während der frühen Phase der Trichterbecherkultur (TBK), während die in Anzahl und Inhalt umfangreichsten Niederlegungen aus der Jungbronzezeit stammen. Hierbei gilt es zu berücksichtigen, dass eine Vielzahl von Erddepots der Steinzeit unerkannt geblieben sein können, da die Depots ausgepflügt wurden und Keramik wie Beile als Lesefunde auftauchen.
Depotfunde in Gebäuden sind vom späten Mittelalter bis zur Gegenwart weltweit bekannt, ihre Häufigkeit nimmt mit der Qualität der Gebäudeausführung zu.

## Funde im Moor
Aus der Jungsteinzeit stammen zum Beispiel Beile aus weißem Feuerstein, die mit Längen bis zu 30 Zentimeter und ihrem hohen Gewicht nicht als Werkzeug gedient haben können. Sie sind sorgfältig gearbeitet und wurden einzeln oder paarweise dem Moor übergeben.
Die antiken Quellen verdeutlichen die besondere Beziehung der Menschen im nördlichen Mitteleuropa zu den Mooren. Wir kennen eine Anzahl kaiser- und völkerwanderungszeitlicher Plätze aus Schleswig-Holstein und Dänemark, an denen dem Moor über einen längeren Zeitraum Hunderte von Waffen und Werkzeugen, Schmuck- und Gebrauchsgegenstände übergeben wurden, auch Reste von Menschen- und Tierskeletten wurden beobachtet. Die Halsringe der Vorrömischen Eisenzeit (um 700 v. Chr.) sind aus kultischen Gründen dem Moor übergeben worden. Vermutlich aus dem keltischen Kulturkreis übernommen, spielen sie auch bei den Germanen eine bedeutende Rolle. Zumeist wurden sie in mehreren Exemplaren an einem Ort fernab der Siedlung gefunden. Nichts spricht für eine oberflächige Markierung, welche eine spätere Auffindung ermöglicht hätte. Durch den Chemismus der Moore konnte es bei Metallen zudem zu Veränderungen der Materialeigenschaften kommen, was eine erneute Nutzung verhinderte.
Die meisten Moorfunde sind Einzelfunde, deren Deponierung im Moor unterschiedliche Ursachen hat. Obwohl in ihrer Deutbarkeit eingeschränkt, handelt es sich vielfach um Objekte, die aufgrund ihrer Seltenheit und Aussagekraft weite Beachtung gefunden haben. Hierzu gehört der in einem Moor bei Walle gefundene bronzezeitliche hölzerne Pflug, der sich heute im Niedersächsischen Landesmuseum von Hannover befindet. Dank seiner guten Erhaltung erlaubt er Rückschlüsse zum Stand der Bodenbearbeitung. Der einst von einem Handwerker zum Wässern in das Moor gelegte Pflug zeigt, dass der Boden lediglich aufgerissen und gelockert, nicht aber die Scholle gewendet wurde. Weitreichende Kontakte während der frühen Bronzezeit belegt die Goldscheibe von Moordorf. Die über Teile Mitteleuropas verbreitete Schmuckform stammt ursprünglich aus Irland. Das qualitativ hochwertige, aufwändig verzierte Schmuckstück dürfte als Gabe an die Götter ins Moor gelangt sein. Auch Bekleidung wie die Prachtmäntel aus dem Vehnemoor gelangten ins Moor und geben Auskunft über die Mode und Webtechnik.

### Gefäße
Gefäße im Moor rückten im Norden Europas ab den 1940er Jahren als neue Fundkategorie in den Blickpunkt der Archäologie. Beim Torfabbau mit Spaten kamen während des Zweiten Weltkrieges und kurze Zeit danach in zahlreichen Mooren Dänemarks Tongefäße zum Vorschein, die der Nordgruppe der Trichterbecherkultur zugewiesen werden konnten. Diese Gruppe umfasst Dänemark, Norddeutschland, das südliche Norwegen und das südliche und mittlere Schweden.
Den ersten Überblick über diese Moorfunde gab Carl Johan Becker 1948 in seiner Studie (Mosefundne Lerkar). Drei verzierte Trichterbecher, die 1943 in einem kleinen Moor bei Hesselbjerg an der Nordküste Seelands, drei Meter unter der Oberfläche gefunden wurden, stellen den ersten Fund dar. Insgesamt listet Becker in Dänemark über 150 Fundstellen auf, davon 50 auf Langeland, Fünen, im mittleren und nördlichen Jütland und auf Bornholm und fast 100 auf den ostdänischen Inseln. Die Analyse von etwa 250 Gefäßen führte zur lange Zeit gültigen Gliederung des Frühneolithikums in die Perioden (A bis C). Becker schreibt: „Wenn man zusammenfasst, was man heute mit einiger Sicherheit über die sakralen Moorfunde der Trichterbecherkultur sagen kann, erhält man das Bild einer einheitlichen Fundkategorie mit offensichtlich begrenzten Variationsmöglichkeiten“. Erkannt werden beispielsweise einzelne oder gemeinsam deponierte Behälter mit heutzutage verschwundenen Inhalten, vermutlich Speisen oder Getränken. Die Gefäße wurden auf dem Land oder im Wasser, jedenfalls nahe dem Ufer von Seen oder Mooren abgesetzt. Manchmal wurden in der Nähe Reste von Flechtwerk, Pfähle, Stöcke oder sogar kleine Steinsetzungen gefunden. Die in der Regel wegen der Markentnahme gespaltenen Tierknochenfunde wurden als Mahlzeitenreste gedeutet. Michael Müller-Wille äußert: „Es scheint eine so intime Verbindung zwischen diesen Vorkommen und den augenscheinlich sakralen Gefäßdeponierungen zu bestehen, dass es nahe liegt, sie als Zeugnisse heiliger Mahlzeiten zu erklären“.
Seit der Veröffentlichung von Beckers hat sich der Fundbestand erheblich vermehrt. In der von E. Koch publizierten Übersicht neolithischer Moorgefäße der ostdänischen Inseln Seeland, Møn, Lolland und Falster sind statt 100 etwa 700 Gefäße von mehr als 250 Fundkomplexen dokumentiert, die sich auf etwa 100 Fundstellen verteilen. Mehr als die Hälfte aller Gefäße stammt aus dem Store und Lilie Amose im westlichen Seeland.

### Eisenzeitliche Waffenopfer
Mooropfer von Ausrüstung sind ein Phänomen der nordeuropäischen Archäologie mit großer zeitlicher Tiefe. Sie können in kleinteilige Opfer mit zivilem Charakter (ab dem 10. Jahrtausend v. Chr. bis zum 6. Jahrhundert n. Chr.) sowie in Deponierungen von Heeresausrüstungen (vom 4. Jahrhundert v. Chr. bis zum 5. Jahrhundert n. Chr.) unterteilt werden. Der Fundcharakter wurde im Rahmen der Untersuchungen von Conrad Engelhardt in Kragehul, Nydam-Moor, Thorsberger Moor und Vimose erkannt und wenig später publiziert. Jens Jacob Asmussen Worsaae vertrat die These, die Deponierungen hätten den Charakter von Opferungen an die Kriegsgötter nach einem Sieg (Worsaae 1865). Seiner Auffassung zufolge, die von C. Engelhardt geteilt wurde, hat die einheimische Bevölkerung die Beute geopfert, die sie bei einem Sieg über fremde Angreifer erbeutet hatte.
Als sich Datierung archäologischer Funde verbesserte, stellte sich heraus, dass die Objekte nicht von einer großen Opferung stammten. Eine Klärung wurde durch Grabungen in Illerup (ab 1950) und Ejsbøl Mose (ab 1955) ermöglicht. Nach heutigem Forschungsstand können in Dänemark, Schleswig-Holstein und Südschweden rund 50 Einzelopfer unterschieden werden, die mehrheitlich zwischen dem späten 1. und dem 5. Jahrhundert n. Chr. erfolgten. Neugrabungen in Nydam haben Muster erbracht, die halfen, den Charakter der Opferungen zu unterscheiden. Bis zum späten 4. Jahrhundert n. Chr. wurden rituell zerstörte komplette Heeresausrüstungen geopfert. Im Folgezeitraum ist von pars-pro-toto-Deponierungen auszugehen, d. h. lediglich Teile der Beute wurden niedergelegt. Doch reflektieren beide Gattungen kein komplettes Geschehen. Die Schlachtfelder sind unbekannt und geopfert wurde lediglich die erbeutete Ausrüstung, nicht jedoch die Besiegten, was germanischem Brauch nicht entspricht. Die Beuteopfer werden als Beleg für militärische Auseinandersetzungen betrachtet, an denen unterschiedliche Regionen beteiligt waren. Die gründlichste Analyse zu diesem Kontext wurde anhand der Funde von Illerup Platz A vorgetragen. Vergleichbare Objekte in Grabinventaren der Skandinavischen Halbinsel und die Bestimmung der Holz- und Geweiharten, die zur Herstellung der Gegenstände von Platz A genutzt wurden, deuten auf ein Heer, das um 200 n. Chr. aus Norwegen und Westschweden kommend Jütland angriff. Dies wurde mit Verweis auf die zeitgenössischen Gräber aus Himlingøje auf Seeland angezweifelt. Das Illerup A Opfer ist als Beleg für innerdänische Auseinandersetzungen betrachtet worden, bei denen norwegische und/oder schwedische Kontingente beteiligt waren. Einer anderen Theorie zufolge sollen dänische Heere einen Sieg in der Fremde errungen und die mitgeführte Beute in der Heimat zu einem Triumphzug, der sich an römische Vorbilder anlehnt, genutzt haben. Die Funde von Illerup Platz A stammen, wie die verwendeten Geweih- und Holzarten zeigen, von der skandinavischen Halbinsel. Es erscheint wenig glaubhaft, dass ein dänisches Heer 15.000 Objekte (wahrscheinlich eher die 2-3fache Menge) in die Heimat brachte, um sie in Illerup zu opfern. Eine alternative Deutung macht geltend, dass skandinavische Krieger nach Kämpfen auf dem Kontinent zurückgekehrt seien und dort versucht hätten Land zu erobern. Auch diese Auffassung kann die Ereignisse in Illerup nicht überzeugend erklären.
Die Funde von Illerup ermöglichen Erwägungen zur Heeresstruktur. Gestützt auf Schildbeschläge (aus Eisen, Bronze und Edelmetall) und andere Beobachtungen kann eine dreigeteilte Hierarchie rekonstruiert werden, die Angaben in antiken Schriftquellen zum germanischen Heerwesen entspricht. Die Beobachtungen zur Heeresstruktur von Illerup können auch auf andere Mooropfer und Grabfunde übertragen werden. Zweifellos zählten die Heerführer von Illerup in ihren Herkunftsgebieten zur Oberschicht. Ihre Häuptlings- bzw. Zentralgehöfte geben sich anhand von Konzentrationen herausragender archäologischer Monumente und Fundgattungen zu erkennen; dies konnte durch norwegische Untersuchungen erhärtet werden (Zentralplatzforschung). Die sozialgeschichtliche Auswertung der Runenträger führt zu der Beobachtung, dass die Exemplare des frühen 3. Jahrhunderts n. Chr. einen Bezug zu den Heerführern bzw. dem mittleren militärischen Rang erkennen lassen.

## Wissenschaftliche Bedeutung
Depotfunde sind von besonderem archäologischem Wert, da es sich in den meisten Fällen um geschlossene Funde handelt, die die Grundlage für die Entwicklung relativer Chronologien bilden. Weiterhin können sie Aufschluss über Bräuche, Trachten, Techniken und Sozialgefüge geben. Überdies sind weitreichendere historische Interpretationen möglich. So kann die Zunahme von Depotfunden aus bestimmten Epochen als Indiz für die Zunahme politischer Unsicherheit interpretiert werden – wie z. B. in der beginnenden Mittelbronzezeit in Mittel- und Südosteuropa, wo außerdem die gleichzeitige Häufung von Befestigungsanlagen auf eine Krisen- oder Umbruchszeit hindeuten.